# 鬼原積
鬼原 積（きはら つもる、1953年11月13日 - ）は、広島県北広島町（旧 豊平町）出身の元 競輪選手で、現在は日本自転車競技連盟技術スタッフ（メカニシャン）。日本競輪学校（以下、競輪学校）第32期生。

## 来歴
双生児の関係である鬼原秀幸（競輪学校第34期生）も元競輪選手。
広島電機大学附属高等学校（現 広島国際学院高等学校）を経て競輪選手となり、通算295勝を挙げ、1989年7月31日に選手登録が削除された。
1994年の広島アジア大会より、日本代表の自転車整備担当（メカニシャン）として日本自転車競技連盟に所属。2004年のアテネオリンピックより、オリンピック自転車競技日本代表選手団のメカニシャンを務めている。